# Sergei Dmitrijewitsch Troizki
Sergei Dmitrijewitsch Troizki (russisch Сергей Дмитриевич Троицкий; * 15. Juni 1899 in Moskau, Russisches Kaiserreich; † 17. März 1962) war ein sowjetischer Theater- und Film-Schauspieler sowie Theater-Regisseur.

## Leben
Troizkis Mutter war Schneiderin und arbeitete für das Bolschoi-Theater. Sie wurde infolge des Ersten Weltkrieges nach Uljanowsk evakuiert und starb dort 1943. Der Vater Dmitri Troizki († 1920) war Konditor.
Sergei besuchte bis 1914 die Schule und arbeitete danach bis 1924 als Kontorist und Buchhalter. 1926 schloss er im Rahmen des Proletkult-Programmes einen Regiekurs ab und nahm bis 1945 verschiedene Engagements wahr, u. a.inszenierte er am Arbeiter-Jugendtheater von Irkutsk und trat am Majakowski-Theater auf. Nach dem Krieg wurde er vom Mosfilm-Studio verpflichtet und war für dieses zwischen 1951 und 1953 auch in Deutschland tätig. Des Weiteren trat Troizki am Moskauer Staatstheater der Filmdarsteller auf.
Seine Filmlaufbahn begann 1924, neben ersten Rollen war er auch am Drehbuch zu Око за око, газ за газ (Oka sa oka, gas sa gas, 1924) beteiligt. Der schwergewichtige Mime erarbeitete sich mit der Zeit einen Ruf als Darsteller humoristischer Rollen, so war u. a. in zwei Märchenfilmen Alexander Rous zu sehen. Außerdem beteiligte er sich an diversen Literaturverfilmungen, z. B. als Ringrichter in Мексиканец (Mexikanez) nach Der Mexikaner Felipe Rivera von Jack London, Отелло (Otello) nach Shakespeares Stück "Othello" (beide 1955) oder Идиот (Idiot, 1958) nach dem Roman "Der Idiot" von Fjodor Dostojewski. 1942 war er in kleinen Nebenrollen auch in dem zweiteiligen Partisanenfilm Боевой киносборник "Лесные братья" (Bojewoi kinosbornik "Lesnye bratja") zu sehen. Troizkis Filmografie umfasst 47 Werke, darunter auch den Animationsfilm Трубка и медведь (Trubka i medwed, 1955), in dem er als Sprecher zu hören war.
Troizki starb drei Monate vor seinem 63. Geburtstag und wurde auf dem Wagankowoer Friedhof beigesetzt. Er hinterließ seine Frau Jewdokija Wassiljewna (1904–1978) und seinen Sohn Andrei (* 1931).

## Filmografie (Auswahl)
- 1945: Der unsterbliche Kaschtschai (Kaschtschei bessmertny)
- 1945: Die Unbeugsamen (Hepokorjonnye)
- 1948: Es begann im blauen Expreß (Poesd idjot na wostok)
- 1951: Das unvergeßliche Jahr 1919 (Nesabywajemy 1919 god)
- 1952: Aus dem Tagebuch einer Ärztin (Selski wratsch)
- 1955: Das schwedische Zündholz (Schwedskaja spitschka)
- 1956: Der Mohr von Venedig (Otello)
- 1956: Der Kampf um das goldene Tor (Ilja Muromez)
- 1958: Die Hauptmannstochter (Kapitanskaja dotschka)
- 1958: Freundchen (Druschkow)
- 1960: Weiße Nächte (Belye notschi)
- 1960: Die verzauberte Marie (Marja-iskusniza)
- 1961: Die Rothaarige (Ryschik)
- 1962: Der Sonne nach (Tschelowek idjot sa solnzem)